# Bisillabo
Secondo la metrica italiana, il bisillabo è il verso formato, nella sua forma piana, da due sillabe e nel quale l'ultimo (unico) accento forte (detto anche ritmico) è sulla prima sillaba.

## Esempi
Il bisillabo, secondo Dante, era un tipo di verso inesistente, comunque inaccettabile. In realtà, se è vero che per secoli fu ignorato, è altrettanto vero che qualche poeta "burlone", d'epoca più recente, pensò bene di riesumarlo, usandolo, magari, per brevi frammenti. Ma ebbe scarsissima fortuna. 
Questo verso è talmente poco utilizzato che molti trattati e manuali di versificazione non lo citano neppure. Come si evince dall'etimologia della parola, consta di due sillabe metriche, con ovvio accento ritmico sulla prima, sia che si tratti di verso sdrucciolo (es.: àmami, 3 sillabe effettive), piano (es.: vièni, 2 sillabe), o tronco (es.: sto, 1 sillaba). Ma, a scanso di equivoci, si specifica che il verso formato da un monosillabo atono è da considerarsi ugualmente tronco, ossia come se fosse un verso binario.
A volte, il bisillabo viene usato in alternanza con versi più lunghi, come, ad esempio, il ternario, il quaternario, o l'ottonario.
In conclusione, è un verso molto raro, anche se si possono citare certi binari tratti dagli scherzi del Palazzeschi (friù, blum!, u, ri, clòffete, clòppete, chchch ecc.) e i seguenti esempi: 
(Arrigo Boito, Re Orso, I, VI, 1-2 e 6-8)
(Giovanni Alfredo Cesareo, Locomotiva, 1-6)
In senso metrico si può considerare bisillabo anche il seguente sonetto in quanto composto da monosillabi che danno versi tronchi:
(Giuseppe Gasparo Mezzofanti, L'autore prega da Dio la Fede, )